# Пиер-Теодор Верхаген
Пиер-Теодор Верхаген (на френски: Pierre-Théodore Verhaegen) е белгийски общественик и политик от Либералната партия.

## Биография
Той е роден на 5 септември 1796 година в Брюксел, по това време част от територията на Франция, в семейство на юрист. Учи в Правното училище в Брюксел и от 1815 година става адвокат, известно време е кмет на Ватермал - Босворде, става масон и в края на живота си ръководи ложата Велик изток на Белгия. Верхаген е сред инициаторите на създаването през 1834 година на Брюкселския свободен университет като алтернатива на основания по това време католически университет в Мехелен. През 1848 – 1852 и 1857 – 1859 година е председател на Камарата на представителите.
Пиер-Теодор Верхаген умира на 8 декември 1862 година в Брюксел.